# Moisy
Moisy é uma comuna francesa na região administrativa do Centro, no departamento Loir-et-Cher. Estende-se por uma área de 17,8 km². Em 2010 a comuna tinha 370 habitantes (densidade: 20,8 hab./km²).